# Anton Dudtschenko
Anton Romanowytsch Dudtschenko (ukrainisch Антон Романович Дудченко, * 17. Dezember 1996 in Wyry, Oblast Sumy) ist ein ukrainischer Biathlet. Er startet seit 2019 im Weltcup und nahm an den Olympischen Spielen 2022 teil. 2023 wurde er Vizeeuropameister im Einzel.

## Sportlicher Werdegang
Dudtschenko begann im Alter von sechs Jahren mit dem Biathlontraining. Ab dem Winter 2015/16 trat er zu Wettkämpfen des neugeschaffenen IBU-Junior-Cups an. Dazu zählte auch die Junioreneuropameisterschaft 2016 auf der Pokljuka, bei der Dudtschenko zwei Medaillen – Silber im Einzel und Bronze in der Verfolgung – gewann. In der folgenden Saison feierte er im Juniorcup mit dem Einzel in der Lenzerheide seinen ersten Sieg, schloss die Gesamtwertung der Serie als Zweiter hinter Kirill Strelzow ab und holte bei der Junioren-EM zwei weitere Bronzemedaillen. Von 2017 bis 2019 war Dudtschenko Teil des ukrainischen IBU-Cup-Teams. Sein bestes Resultat in der zweithöchsten Wettkampfreihe im Erwachsenenbereich war ein achter Platz im 20-Kilometer-Einzelrennen von Obertilliach im Dezember 2018. Im Biathlon-Weltcup debütierte Dudtschenko am 1. Dezember 2019 mit einem 51. Rang beim Sprint in Östersund. Er behielt über die gesamte Saison 2019/20 seinen Platz in der fünfköpfigen ukrainischen Weltcupmannschaft, lief insgesamt sechs Mal in die Punkteränge der besten 40 Athleten und war am Ende des Winters als 58. des Gesamtklassements hinter Dmytro Pidrutschnyj und Artem Pryma der drittstärkste Athlet seines Landes. Bei seiner ersten Weltmeisterschaftsteilnahme platzierte er sich zwischen dem 60. und dem 68. Rang und damit im hinteren Mittelfeld. 
Dudtschenko festigte in den folgenden Wintern seinen Platz im Nationalteam: In der Weltcupsaison 2020/21 erreichte er im Sprint von Hochfilzen erstmals ein Ergebnis unter den besten 20, bevor er im Januar 2021 im Einzelrennen von Antholz (in dem er als einer von vier Sportlern mit allen 20 Schüssen traf) Fünfter wurde. Sein Rückstand auf den von Quentin Fillon Maillet belegten dritten Rang betrug dabei drei Zehntelsekunden. In der ukrainischen Staffel nahm Dudtschenko ab Dezember 2020 mehrmals die Position des Schlussläufers ein und überquerte bei den Weltmeisterschaften 2021 auf der Pokljuka als Fünfter die Ziellinie. Bei den Olympischen Winterspielen 2022 in Peking kam das ukrainische Quartett, in dem Dudtschenko an dritter Stelle lief, auf den neunten Rang. Sein bestes olympisches Einzelergebnis erreichte Dudtschenko in der Verfolgung mit Platz 23.

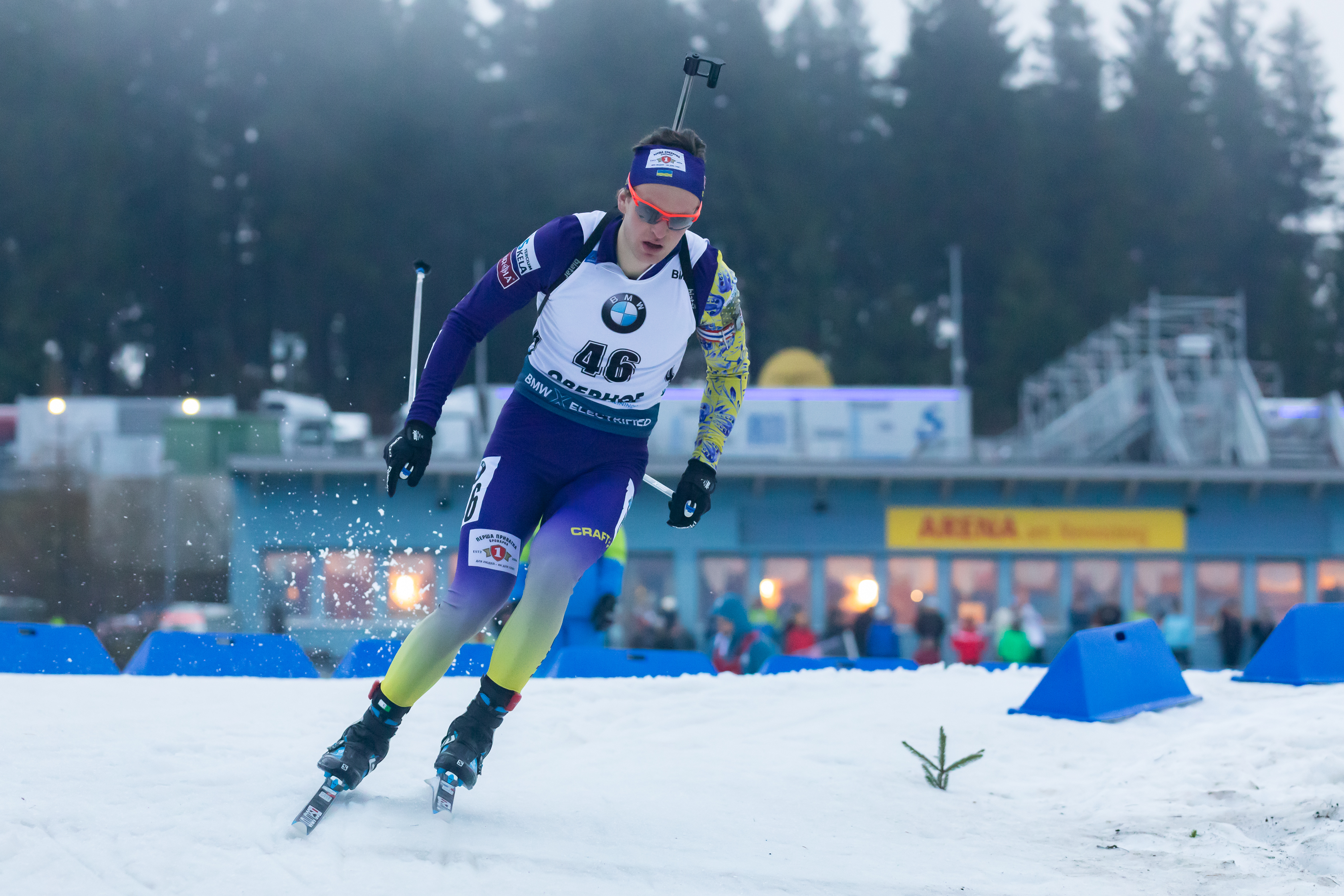
Dudtschenko 2020 in Oberhof

Die Saisons 2021/22 und 2022/23 schloss Dudtschenko als 39. und 35. der Weltrangliste ab und entwickelte sich so zunehmend zum stärksten Athleten des ukrainischen Teams. Im Verlauf des Winters 2022/23 erzielte er insgesamt fünf Ergebnisse unter den besten Zwanzig, worunter auch die Ränge 12 und 16 bei Einzel und Massenstart in Östersund fielen. Zudem sicherte sich der Ukrainer bei den Europameisterschaften in der Lenzerheide seine erste internationale Medaille auf Seniorenniveau, nachdem er sich im Einzel nur Endre Strømsheim geschlagen geben musste. Bei der Weltmeisterschaft in Oberhof resultierte als Topergebnis Rang 20 im Verfolger und die Qualifikation für den Massenstart, im Rahmen der Sommerbiathlon-WM im August verpasste Dudtschenko als Viertplatzierter des Sprints eine weitere Medaille nur knapp. Mit Ausnahme der Weltmeisterschaften, bei denen er nach zwei Top-30-Platzierungen den Massenstart erreichte und in diesem Platz 20 belegte, verlief der Folgewinter 2023/24 ohne nennenswerten Erfolg; dafür wurde er erneut bei den Sommerbiathlon-Weltmeisterschaften Vierter, diesmal im Massenstart.
Zu Beginn des Winters 2024/25 überzeugte Dudtschenko in Kontiolahti mit den Plätzen 15, 15 und zwölf in Einzel, Sprint und Massenstart. Im Saisonverlauf gelangen ihm zwei weitere Ergebnisse unter den besten 15, womit er schlussendlich den 35. Rang der Gesamtwertung belegte. Beim Wochenende von Nové Město stieg er an der Seite von Artem Tyschtschenko, Witalij Mandsyn und Dmytro Pidrutschnyj erstmals in einem Staffelrennen auf das Podest, nachdem Pidrutschnyj auf seiner Schlussrunde Philipp Horn auf Abstand hatte halten können.

## Statistiken

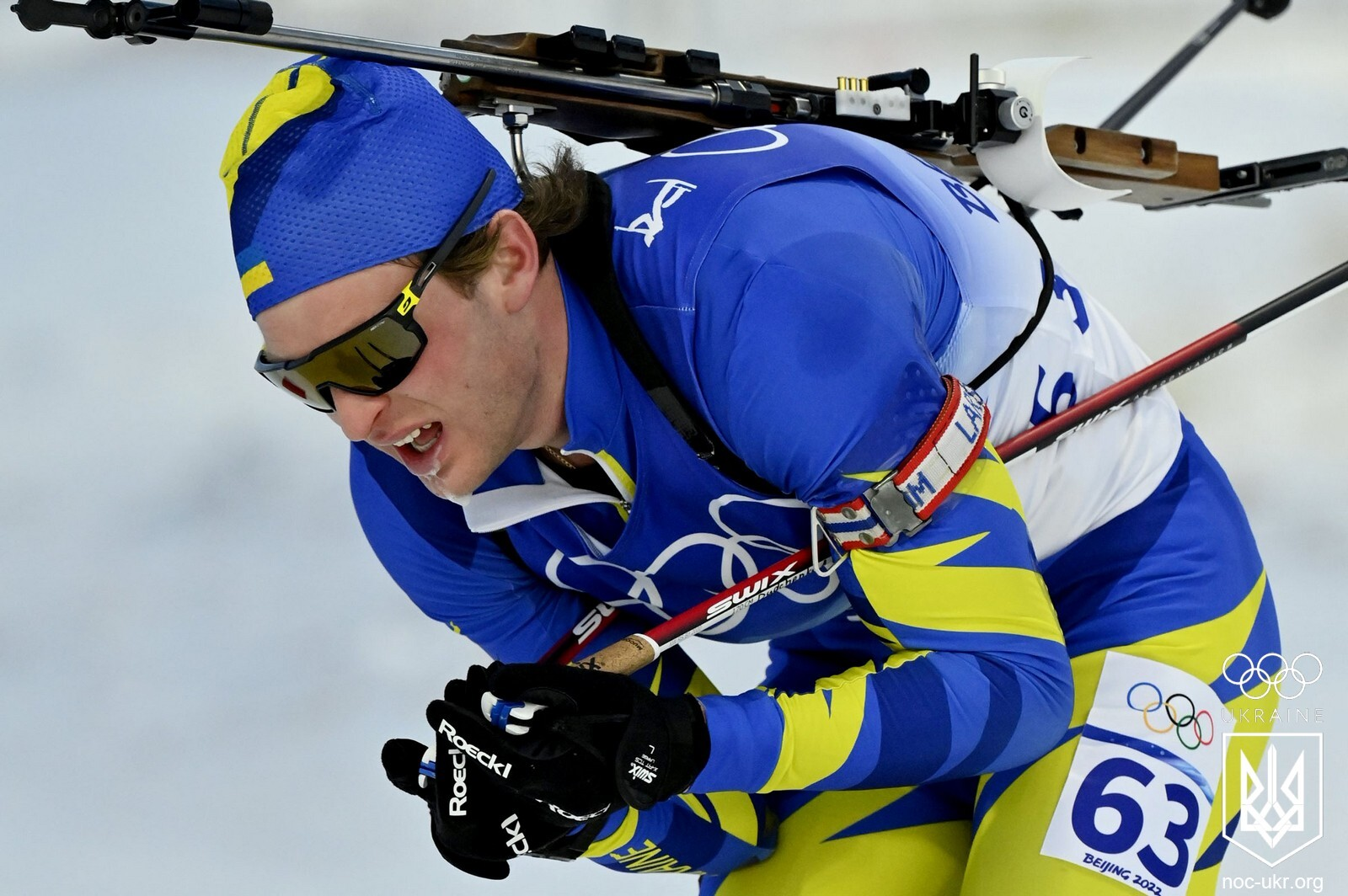
Dudtschenko bei den Olympischen Spielen 2022

### Weltcupplatzierungen
Die Tabelle zeigt alle Platzierungen (je nach Austragungsjahr einschließlich Olympische Spiele und Weltmeisterschaften).
- 1.–3. Platz: Anzahl der Podiumsplatzierungen
- Top 10: Anzahl der Platzierungen unter den ersten zehn (einschließlich Podium)
- Punkteränge: Anzahl der Platzierungen innerhalb der Punkteränge (einschließlich Podium und Top 10)
- Starts: Anzahl gelaufener Rennen in der jeweiligen Disziplin
- Staffel: inklusive Mixed- und Single-Mixed-Staffeln

| Platzierung               | Einzel | Sprint | Verfolgung | Massenstart | Staffel | Gesamt |
| ------------------------- | ------ | ------ | ---------- | ----------- | ------- | ------ |
| 1. Platz                  |        |        |            |             |         |        |
| 2. Platz                  |        |        |            |             |         |        |
| 3. Platz                  |        |        |            |             | 1       | 1      |
| Top 10                    | 1      |        |            |             | 24      | 25     |
| Punkteränge               | 7      | 17     | 19         | 3           | 31      | 77     |
| Starts                    | 15     | 41     | 26         | 3           | 31      | 116    |
| Stand: Saisonende 2024/25 |        |        |            |             |         |        |

### Weltcupwertungen
Ergebnisse bei Biathlon-Weltcups (Disziplinen- und Gesamtweltcup) gemäß Punktesystem:
| Saison  | Einzel | Einzel | Sprint | Sprint | Verfolgung | Verfolgung | Massenstart | Massenstart | Gesamt | Gesamt |
| Saison  | Platz  | Punkte | Platz  | Punkte | Platz      | Punkte     | Platz       | Punkte      | Platz  | Punkte |
| ------- | ------ | ------ | ------ | ------ | ---------- | ---------- | ----------- | ----------- | ------ | ------ |
| 2019/20 | –      | –      | 57.    | 27     | 37.        | 33         | –           | –           | 58.    | 60     |
| 2020/21 | 27.    | 40     | 63.    | 21     | 66.        | 11         | 44.         | 12          | 51.    | 84     |
| 2021/22 | 36.    | 17     | 41.    | 61     | 39.        | 48         | –           | –           | 39.    | 126    |
| 2022/23 | 26.    | 40     | 39.    | 40     | 33.        | 58         | 36.         | 25          | 35.    | 163    |
| 2023/24 | 57.    | 7      | 69.    | 4      | 64.        | 9          | –           | –           | 70.    | 20     |
| 2024/25 | 27.    | 42     | 36.    | 62     | 36.        | 47         | 34.         | 29          | 35.    | 180    |

### Olympische Winterspiele
Ergebnisse bei Olympischen Winterspielen:
|                                        | Einzelwettbewerbe | Einzelwettbewerbe | Einzelwettbewerbe | Einzelwettbewerbe | Staffelwettbewerbe | Staffelwettbewerbe |
| Einzel                                 | Sprint            | Verfolgung        | Massenstart       | Männerstaffel     | Mixedstaffel       |                    |
| -------------------------------------- | ----------------- | ----------------- | ----------------- | ----------------- | ------------------ | ------------------ |
| Olympische Winterspiele 2022 \| Peking | 50.               | 60.               | 23.               | –                 | 9.                 | –                  |

### Weltmeisterschaften

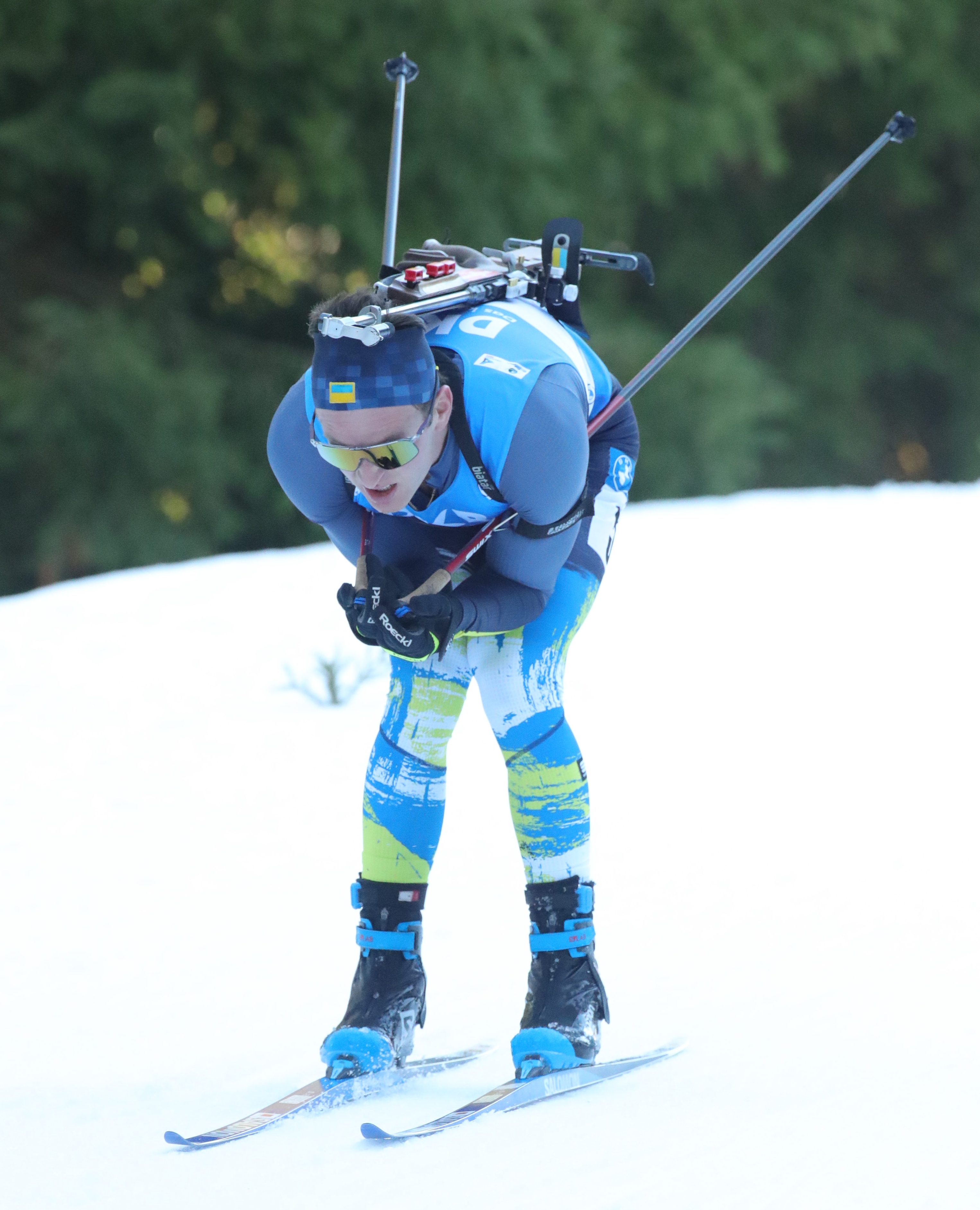
Dudtschenko während des Einzelrennens bei der WM 2023 in Oberhof

Ergebnisse bei Weltmeisterschaften:
| Weltmeisterschaft | Weltmeisterschaft | Einzelwettbewerbe | Einzelwettbewerbe | Einzelwettbewerbe | Einzelwettbewerbe | Staffelwettbewerbe | Staffelwettbewerbe | Staffelwettbewerbe |
| Jahr              | Ort               | Einzel            | Sprint            | Verfolgung        | Massenstart       | Männerstaffel      | Mixedstaffel       | S.-M.-Staffel      |
| ----------------- | ----------------- | ----------------- | ----------------- | ----------------- | ----------------- | ------------------ | ------------------ | ------------------ |
| 2020              | Antholz           | 68.               | 60.               | 60.               | –                 | –                  | –                  | –                  |
| 2021              | Pokljuka          | 45.               | 77.               | –                 | –                 | 5.                 | –                  | –                  |
| 2023              | Oberhof           | 42.               | 21.               | 20.               | 25.               | 13.                | 10.                | –                  |
| 2024              | Nové Město        | 29.               | 39.               | 25.               | 20.               | 13.                | –                  | –                  |
| 2025              | Lenzerheide       | 50.               | 35.               | 47.               | –                 | 8.                 | 8.                 | 20.                |

### Juniorenweltmeisterschaften
Ergebnisse bei den Juniorenweltmeisterschaften:
| Weltmeisterschaften | Weltmeisterschaften | Einzelwettbewerbe | Einzelwettbewerbe | Einzelwettbewerbe | Männerstaffel |
| Jahr                | Ort                 | Einzel            | Sprint            | Verfolgung        | Männerstaffel |
| ------------------- | ------------------- | ----------------- | ----------------- | ----------------- | ------------- |
| 2017                | Osrblie             | 10.               | 10.               | 14.               | 6.            |

### Junior-Cup-Siege
| Nr. | Datum         | Ort         | Disziplin |
| --- | ------------- | ----------- | --------- |
| 1.  | 10. Dez. 2016 | Lenzerheide | Einzel    |